# Завьялов, Пётр Тимофеевич
Пётр Тимофеевич Завьялов (1786—после 1858) — русский архитектор. Один из зодчих московского Кремля.

## Биография
В 1799—1803 обучался в московском Константиновском межевом училище. Продолжил учёбу в школе Экспедиции кремлёвского строения, где оставлен работать на должностях канцеляриста (с 1805), архитекторского помощника 3-го класса (с 1807), 2-го класса (с 1812), 1-го класса (с 1816).
В 1809—1811 был командирован в Экспедицию винокуренных заводов, принимал участие в строительстве Московской Синодальной типографии, в 1815 — в восстановлении стен и башен московского Кремля.
В 1822—1829 годах работал в округе военных поселений в Новгородской губернии. В 1829 работал помощником И. Л. Мироновского. В 1830 году получил аттестат архитектора за подписью И. Л. Мироновского.
С 1831 — архитектор Казенной суконной фабрики в Екатеринославе. В конце 1830-х годов вернулся в Москву.
В 1838—1842 — архитектор московской Медико-хирургической академии.
С 1846 до 1850 годов служил архитектором Московской межевой конторы.

## Творческая деятельность
Основные работы П. Завьялова выполнены в стилевых формах классицизма и позднего ампира.
Автор генерального плана развития всего комплекса фабричного комплекса в Екатеринославе, проекта дома лакокрасочной фабрики (1834) и др.
В 1852 году перестраивал церковь Сошествия Святого духа в Симоновом монастыре (Москва, не сохранилась).
В 1858 году выполнил смету и в 1860 году осуществил на пожертвования крестьян постройку церкви Николая Чудотворца в селе Ромашково, на месте более ранней церкви (построенной в 1627 году), принадлежавшей Патриарху Московскому и Всея Руси Филарету, отцу первого царя дома Романовых.